# サミュエル・イリング・ジュニオール
サミュエル・イリング・ジュニオール（Samuel Iling-Junior、2003年10月4日 - ）は、イングランド・ロンドン・イズリントン区出身のサッカー選手。 ミドルズブラFC所属。ポジションはMF。

## 経歴
チェルシーFC下部組織出身で、2020年にユヴェントスのユースチームへ移籍した。
2021年10月13日には、U-23ユヴェントスFCでプロリーグデビューを果たしている。
2022年10月22日、エンポリFC戦でセリエA初出場とトップチームデビューを果たした。
2022年12月19日、ユヴェントスと2025年6月30日までのプロ契約を締結したことが発表された。2023年5月7日、アタランタBC戦で初めて先発に抜擢されると、後半にセリエA初ゴールとなる先制点を決めた。
2024年7月1日、エンソ・バレネチェアと共にイングランド・プレミアリーグ、アストン・ヴィラへ加入することがクラブより発表された。
8月27日、ボローニャFCへの買い取りオプションなどは付随しないローン移籍が発表された。
2025年2月3日、ボローニャへのローン移籍を切り上げてミドルズブラFCへシーズン終了までローン移籍する事を発表。

## プレースタイル
スピードに乗ったドリブルを持ち味としており、制止した状態でパスを受けてもシンプルな“ストップ&ゴー”で相手DFを置き去りにする。
主に左右のウイングとしてプレーする機会が多いが、ユヴェントスU19のコーチ、アンドレア・ボナッティによって左サイドバック、フォワード、攻撃的ミッドフィールダーやセントラルミッドフィールダーとして起用され、ピッチの様々なエリアでプレーすることができる。なお、自分自身で適正だと思うのは「左右のウイングとウイングバック」。

## タイトル

### クラブ
ユヴェントス
- コッパ・イタリア：1回 (2023-24)

## 人物および私生活
憧れの選手はネイマールとティエリ・アンリで好きなアーティストはヤング・サグ。